# Schraden (regione)
Lo Schraden è una regione geografica della Germania, posta ai confini fra il Brandeburgo e la Sassonia.
Si tratta di una depressione che in passato era ricoperta da foreste e paludi, similmente al vicino Spreewald; ora lo Schraden è caratterizzato da una fiorente attività agricola.
Lo Schraden ha una superficie di circa 150 km²; le città principali sono Elsterwerda, Lauchhammer e Ortrand.
Dallo Schraden prendono nome il comune di Schraden e la comunità amministrativa dello Schraden.